# TCMS
TCMS(영어: Train Control and Monitoring System)은 열차 종합 관리장치로서 TGIS의 발달형이다. 최신의 반도체 기술, 소프트웨어 기술과 데이터 커뮤니케이션 기술을 이용한 중앙 집중식 차내 정보제어(Centralized control of on-board information)를 위한 마이크로 컴퓨터 시스템이다. TCMS는 직렬 전송선을 차량에 있는 터미널과 연결시켜 차내 장치들을 집중적으로 제어 및 모니터링하는 열차 정보 관리 시스템의 역할을 한다. 서울교통공사 6000호대 전동차에 처음 채용된 뒤 성공적으로 정착하여 한국형 표준전동차에도 채용되었다.

## 개요
TCMS는 기존 TGIS가 가지고 있던 운전사 지원 및 차량 상태현시 기능을 확대하여 열차(즉 전동차)내의 모든 시스템을 일괄적으로 감시, 제어하는 기능을 추가시킨 형태의 열차 종합 관리장치이다. 따라서 1인 및 무인승무에 적합한 형태를 감안하여 자체적인 판단능력이 강화되어있는 것이 특징이며, 특히 차량간을 연결하는 데이터 송신 케이블의 수를 획기적으로 줄일 수 있어 전체적인 비용 저감 효과도 있다.

## 시스템 구성
기본적으로 각 제어차 부분에 장치된 편성제어 컴퓨터(Train Computer)와 각 차량에 설치된 차량제어 컴퓨터(Car Computer)로 구성되어 있으며 이 컴퓨터들은 하나의 직렬 통신선에 의해 원형으로 연결되어 있다. 각 컴퓨터간의 전송은 2.5Mbps의 전송속도를 가지며 차량의 연결은 교차형태로 이루어져 있기 때문에 어느 한쪽의 연결이 단절되어도 백업전송로에 의해 지속적인 통신상태를 유지할 수 있다.

### 편성제어 컴퓨터
편성제어 컴퓨터에서는 차상신호 및 각 차량제어 컴퓨터에서 오는 데이터를 수신해 이를 모니터를 통해 운전사에게 통보하며 컴퓨터의 자체적인 판단으로 각 차량제어 컴퓨터에 지령하여 각종 기기를 자체적으로 제어할 수 있는 것이 특징이다. 주 제어 컴퓨터와 신호 수신장치, 운전자 정보 현시용 터치패널 LCD모니터와, 데드맨 장치를 포함한 형태의 원핸들 마스콘으로 구성되어 있다. 주 제어 컴퓨터는 이중화되어있어 고장에도 빠르게 대응할 수 있다.

### 차량제어 컴퓨터
차량제어 컴퓨터에서는 편성제어 컴퓨터에게 차량의 각종 기기상태(서비스기기, 추진제어장치, 제동장치 등)를 전송하며 반대로 편성제어 컴퓨터에서 보내는 제어 지령을 수신해 각종 기기를 제어한다. 차량제어 컴퓨터가 각 기기를 제어하기 위한 통신수단은 125Kbps의 전송속도를 가지는 RS485와 20mA전류 루프방식의 통신방식을 사용한다. 차량제어 컴퓨터의 고장시 인접 차량의 컴퓨터가 고장 차량의 제어기능을 백업할 수 있도록 되어 있다.

## 주요 기능

### 차량 주요기능 제어
- ATC/ATO/TWC 신호기기를 직접적으로 제어하여 신호를 수신하고 판단하여 추진제어기기에 역행/제동 지령을 전송할 수 있으며 이를 운전사용 모니터와 신호기기에 현시하는 기본적인 역행/제동 지령기능을 가지고 있다.
- 팬터그래프, VVVF, 보조전원장치, 차단기, 공기압축기, 축전지, 제동장치 등 각종 전기기기를 실시간으로 감시, 제어하여 운전사 모니터에 현시하며 고장시 자동적으로 해당 기기를 차단 및 백업(연장급전 등)을 실시하며 이를 검수용 메모리장치에 기록한다.
- 출입문, 실내 형광등, 방송장치, 냉난방기기, 행선표시기, 비상통화장치, 연기 감지기 등 각종 서비스기기를 실시간으로 감시, 제어하며 이를 운전사가 직접 컨트롤할 수 있도록 모니터에 현시하며 고장시 해당 기기를 자동으로 차단 및 백업하며 이를 검수용 메모리장치에 기록한다.

### 자동 점검 및 운행기록
- 차량의 출고 기동시 차량 기동 및 차량 출고 점검을 자동적으로 실시하여 결과를 운전사용 모니터에 현시하며 검수용 메모리장치에 기록한다. 이외에도 일상점검, 월상점검 등을 검수원의 지시하에 자동적으로 실행할 수 있다.
- 이 외에도 차량의 운행내용, 속도, 승차율, 주행거리, 에너지소비율, 사고기록등을 자동적으로 검수용 메모리장치에 기록한다
- 차량의 시운전시 시운전 정보 수집용 컴퓨터를 연결해 열차의 성능, 시운전 정보등을 기록할 수 있다.

## 채용 사례
TCMS는 서울교통공사 6000호대 전동차에서 처음 채용된 이래 아래와 같은 전동차에 채용되어 있다.
- 한국형 표준전동차의 시제차 및 양산형 차량
  - 광주지하철 1호선 전동차
  - 부산교통공사 3000호대 전동차
  - 대전지하철 1호선 전동차
- 대구도시철도공사 2000호대 전동차
- 서울교통공사 2000호대 VVVF 전동차 - 서비스기기 제어기능이 제거되었다. 이는 서울교통공사의 1인승무화를 반대한 노동조합에 의해 결정되었다.
- 서울교통공사 5000호대 전동차
- 인천국제공항철도의 차량
- TTX
- 부산교통공사 4000호대 전동차